# رشيد بن عيسى (وزير)
رشيد بن عيسى، (مواليد 25 يونيو 1949 في بوسعادة) مسؤول سامي وسياسي جزائري.
وهو طبيب في العلوم البيطرية، ومارس مهنة الطب في عنابة قبل انضمامه إلى وزارة الفلاحة في عام 1981 كإطار سامي ليصبح وزيرًا منتدبًا عام 2000، ثم وزير الفلاحة من عام 2008 إلى عام 2013.

## وظائف
- 2008–2013: وزير الفلاحة والتنمية الريفية.
- 2007–2007: انتخب نائبا لولاية المسيلة.
- 2002–2008: الوزير المنتدب المكلف بالتنمية الريفية.
- 2000–2002: أمين عام وزارة الفلاحة.
- 1994–2000: رئيس ديوان بوزارة الفلاحة.
- 1991–1994: مسؤول عن الدراسات والتوليف في وزارة الزراعة.
- 1981–1990: مدير الخدمات البيطرية والصحية النباتية.
- 1981–1984: نائب مدير صحة الحيوان.